# Plurien
Plurien is een gemeente in het Franse departement Côtes-d'Armor (regio Bretagne). De plaats maakt deel uit van het arrondissement Saint-Brieuc. Plurien telde op 1 januari 2022 1.513 inwoners.

## Geografie
De oppervlakte van Plurien bedroeg op 1 januari 2022 21,65 vierkante kilometer; de bevolkingsdichtheid was toen 69,9 inwoners per km².
De onderstaande kaart toont de ligging van Plurien met de belangrijkste infrastructuur en aangrenzende gemeenten.

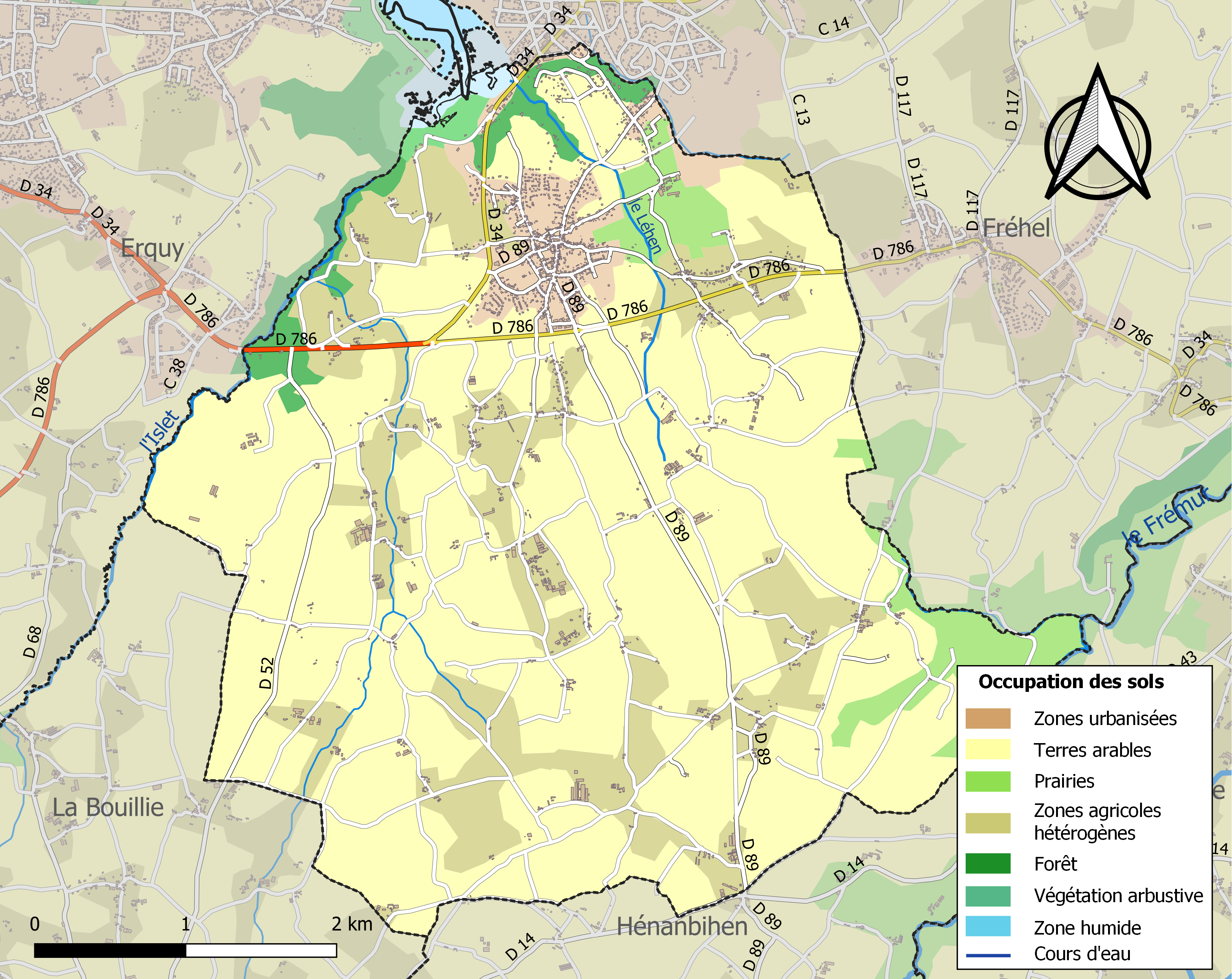

## Demografie
Onderstaande figuur toont het verloop van het inwonertal (bron: INSEE-tellingen).